# Foreign Broadcast Information Service
Le Foreign Broadcast Information Service ou FBIS, littéralement « Service d'information des diffusions étrangères », était un département destiné au renseignement d'origine source ouverte, au sein de la Direction des sciences et technologies de la Central Intelligence Agency (CIA). Le FBIS collectait, traduisait et analysait puis diffusait au gouvernement américain des informations d'accès public à l'étranger (journaux, télévision, données publiques...). Originellement créé en 1941, son quartier général était situé à Reston (Virginie), et il maintenait 19 stations dans le monde.
En novembre 2005, le directeur du renseignement national (DNI) annonce que le FBIS devient un service indépendant : l’Open Source Center. Celui-ci devient en 2015 l’Open Source Enterprise.